# Saineddin-Baba-Mausoleum

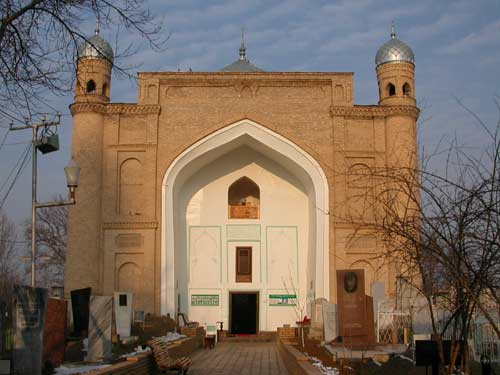
Saineddin-Baba-Mausoleum

Das Saineddin-Baba-Mausoleum in Taschkent ist das Grabmal des Scheichs Saineddin, das im westlich des Zentrums gelegenen Stadtteil Shaykhontohur liegt.
Saineddin war Anhänger des sufistischen Ordens Suhrawardiyya. Seine Lebensdaten sind unbekannt, er soll jedoch über 90 Jahre alt geworden sein. Möglicherweise war er der Sohn des Ordensgründers Diya ad-Din Abu 'n-Nadschib as-Suhrawardi (1097–1168) und wurde beauftragt, die Sufi-Lehre im Taschkenter Raum zu verbreiten.
Das Mausoleum selbst wurde im 15./16. Jahrhundert gebaut. Es hat eine Grundfläche von 16 m × 18 m und ist etwa 20 m hoch. Auf das 12. Jahrhundert wurden unterirdische Wohnräume datiert, in die sich der Scheich zu 40-tägigen Meditationsübungen zurückgezogen haben soll. 